# Regra de Born
A Regra de Born (também chamada de Lei de Born) é uma lei da física da mecânica quântica que nos dá a probabilidade que uma medição irá produzir um resultado num sistema quântico. Esta regra foi nomeada em homenagem do físico alemão Max Born.
A regra de Born é um dos princípios mais importantes da interpretação de Copenhaga da mecânica quântica. Houve muitas tentativas de obter esta regra a partir dos fundamentos da mecânica quântica, mas ainda não há resultados conclusivos.

## Definição
A regra de Born diz que se um observável corresponde a um operador adjunto {\displaystyle A} com espectro discreto ele será medido num sistema com função de onda normalizada {\displaystyle \scriptstyle |\psi \rangle } (veja Notação Bra-ket), então:
1. O resultado da medição será um dos valores próprios {\displaystyle \lambda } de {\displaystyle A}
2. A probabilidade da medição de um valor próprio {\displaystyle \lambda _{i}} será dada por {\displaystyle \scriptstyle \langle \psi |P_{i}|\psi \rangle }, onde {\displaystyle P_{i}} é a projeção no espaço de {\displaystyle A} correspondente à {\displaystyle \lambda _{i}}.

No caso onde o espectro de {\displaystyle A} não é completamente discreto, o teorema espectral mostra a existência de uma certa medida espectral {\displaystyle Q}, que será a medida espectral de {\displaystyle A}. Neste caso a probabilidade de resultado que a medição retornará se encontra num conjunto {\displaystyle M} e será dada por {\displaystyle \scriptstyle \langle \psi |Q(M)|\psi \rangle }.
{\displaystyle i\hbar {\frac {\partial }{\partial t}}\psi (\mathbf {r} ,t)\;=\;{\hat {H}}\psi (\mathbf {r} ,t)\quad {\mbox{com }}\mathbf {r} \in \mathbb {R} ^{3}{\mbox{ e }}{\hat {H}}=-{\frac {\hbar ^{2}}{2m}}\Delta +U(\mathbf {r} ,t)}

## História
A regra de Born foi formulada num artigo de 1926. Neste artigo, Born soluciona a equação de Schrödinger para um problema de dispersão e conclui que a regra de Born dá a única interpretação possível da solução. Em 1954, junto com Walther Bothe, Born foi agraciado com o Nobel de Física por este trabalho. Mais tarde o matemático John von Neumann demonstrou aplicações da teoria espectral para a regra de Born em seu livro de 1932.